# Ringled Stockholm

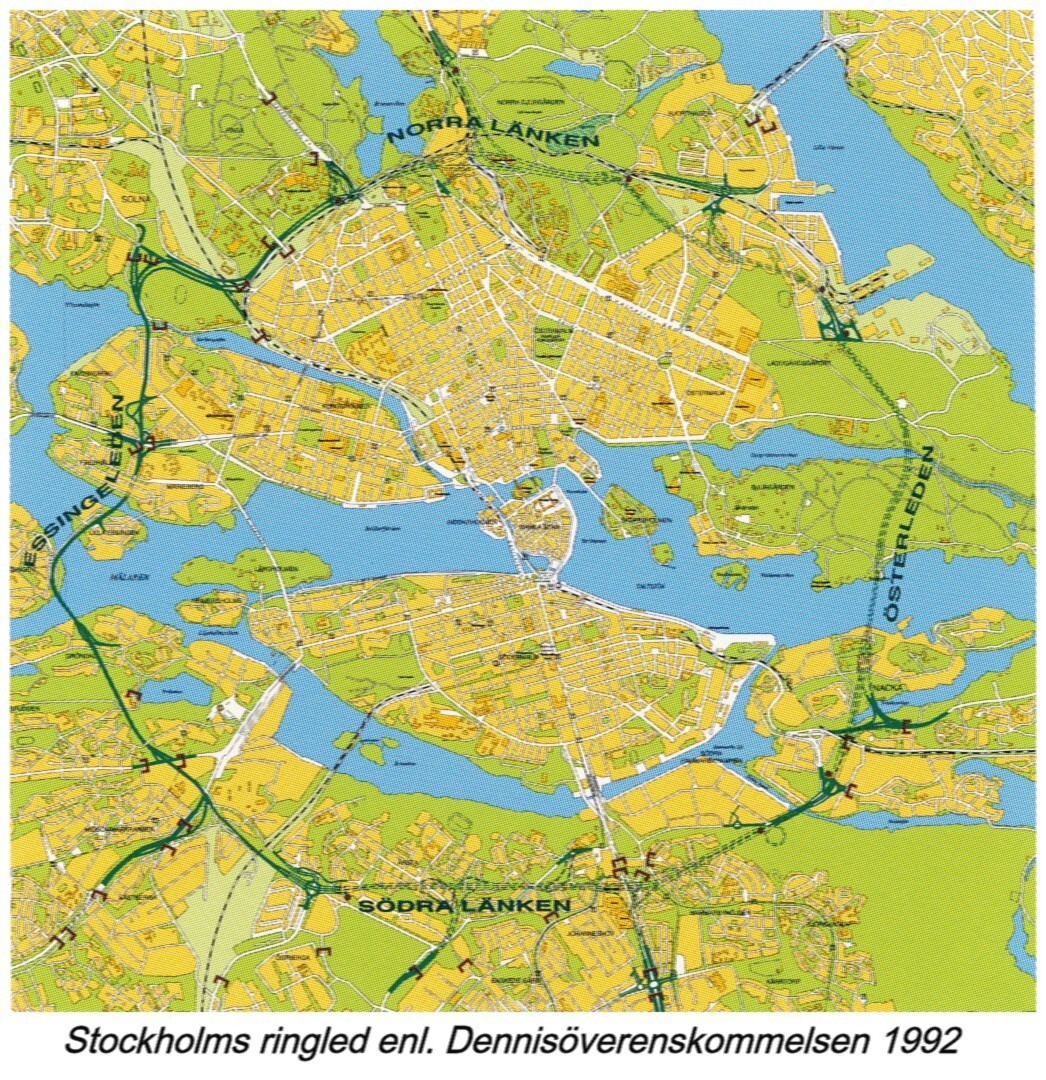
Der Autobahnring 1992

Der Ringled Stockholm (Ring Stockholm) ist ein geplanter und  bislang unvollendeter Stadtautobahnring um das Stockholmer Zentrum mit folgenden Teilabschnitten (im Uhrzeigersinn): Essingeleden, Norra Länken, Österleden und Södra Länken.
Für die Ringautobahn um Stockholm existierten ernsthafte Planungen seit den 1960er Jahren. Die Realisierung des gesamten Ringes wurde jedoch ständig verschoben, teils durch Mangel an finanziellen Mitteln, teils durch den wachsenden Widerstand der Bevölkerung, der seinen Höhepunkt 1971 im so genannten Ulmenkrieg erreichte. Bis dahin konnte nur der westliche Teilabschnitt des Ringled Stockholm eröffnet werden, der Essingeleden (Einweihung 1966) und später ein einen Kilometer langes Teilstück des Norra Länken (Einweihung 1991).
Im Jahr 1992 wurde  ein großzügiger Verkehrsplan für Stockholm  vorgelegt, das so genannte Dennis-Übereinkommen, das unter anderem auch den Autobahnring erneut aktualisierte. 1997 wurde das Dennis-Übereinkommen gebrochen, zuvor hatte man jedoch schon mit dem Bau des Södra Länken begonnen und man beschloss, den Bau zu vollenden (Einweihung 2004).
Im Jahr 2006 konnte, nach fünfjährigen Verzögerungen, mit dem Bau des Norra Länken in Richtung Osten fortgefahren werden. Die Planung gestaltete sich extra kompliziert, da der fünf Kilometer lange Tunnel des Norra Länken Teile des  Nationalstadtparks unterquert und dafür besondere Vorsichtsmaßnahmen getroffen werden mussten. Die Eröffnung des Norra Länken ist für das Jahr 2015 geplant.[veraltet]
Das Stockholmer Straßenbauamt arbeitete 2007 an Vorstudien für das östliche Verbindungsglied, Österleden auch Östlig förbindelse genannt. Auch der Österleden unterquert den Nationalstadtpark (Teil Djurgården) in einem langen Tunnel, was die zukünftige Planung nicht leicht gestalten wird. Frühestens 2020 kann mit dem Bau begonnen werden, für die Bauzeit werden ungefähr zehn Jahre berechnet.[veraltet] Die Verkehrsbelastung liegt heute schon auf den fertigen Abschnitten bei mehr als 100.000 Fahrzeugen täglich.

## Bildergalerie
Bislang fertiggestellte Teilabschnitte des Ringled Stockholm.

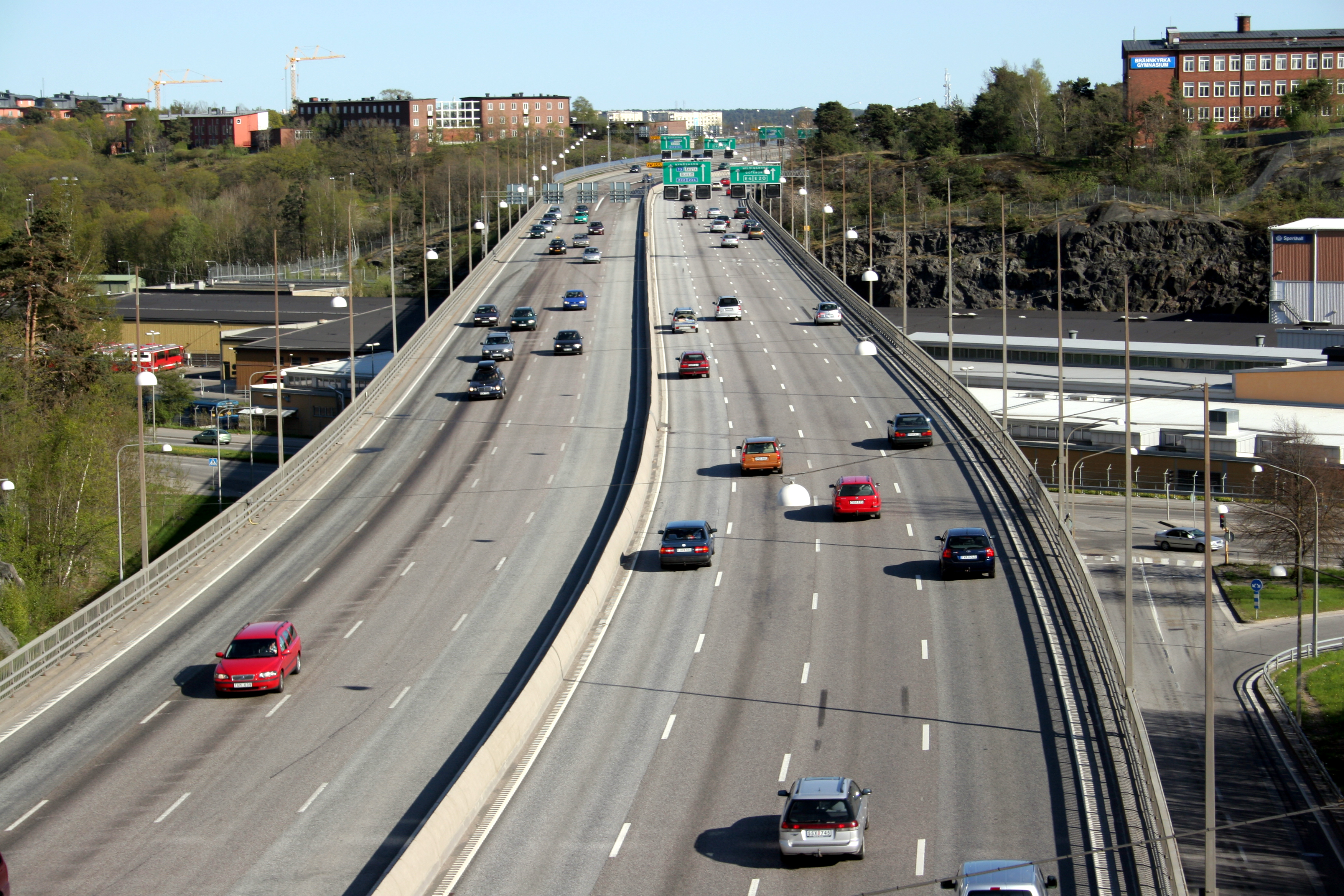
Essingeleden
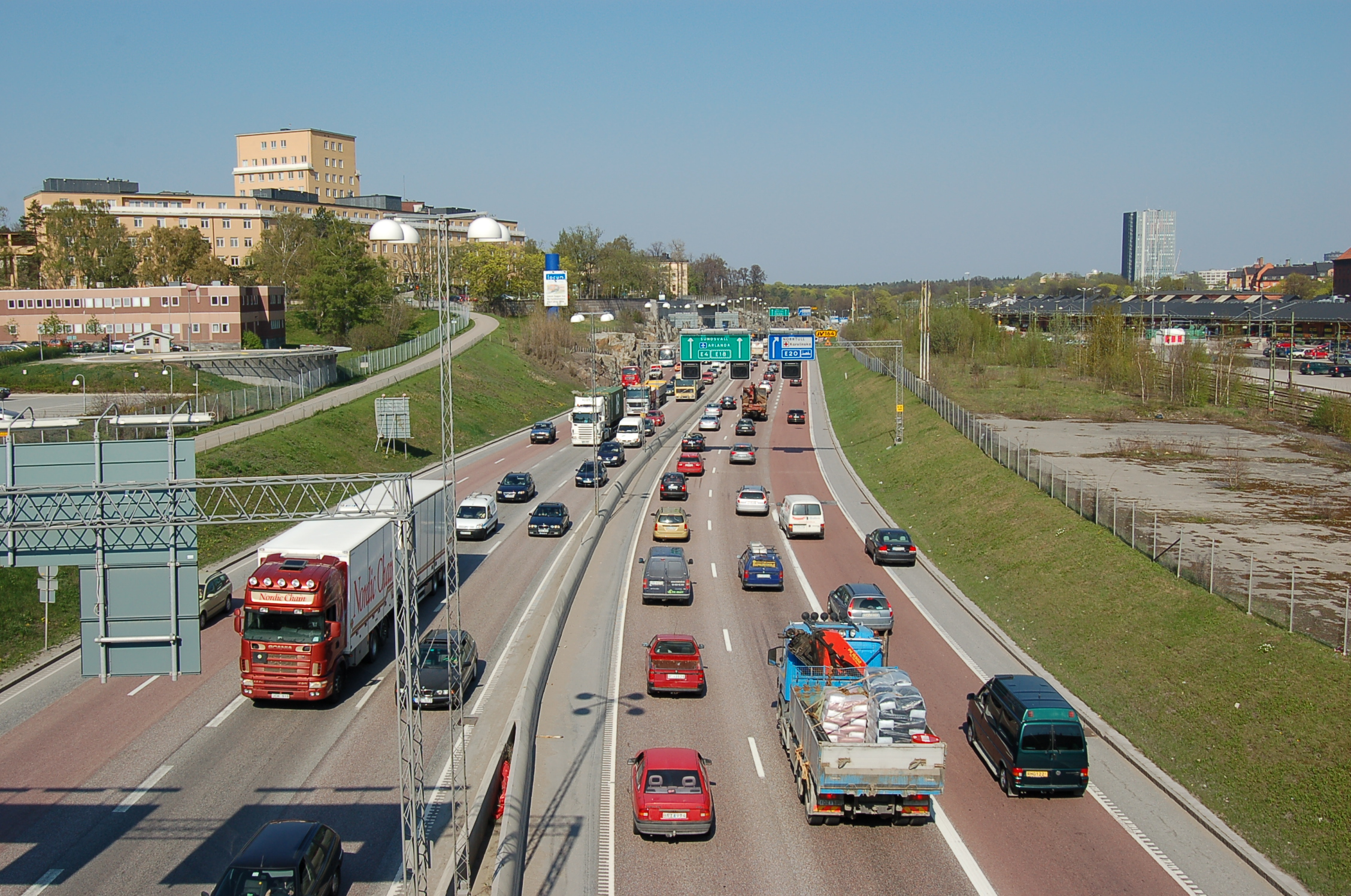
Norra Länken
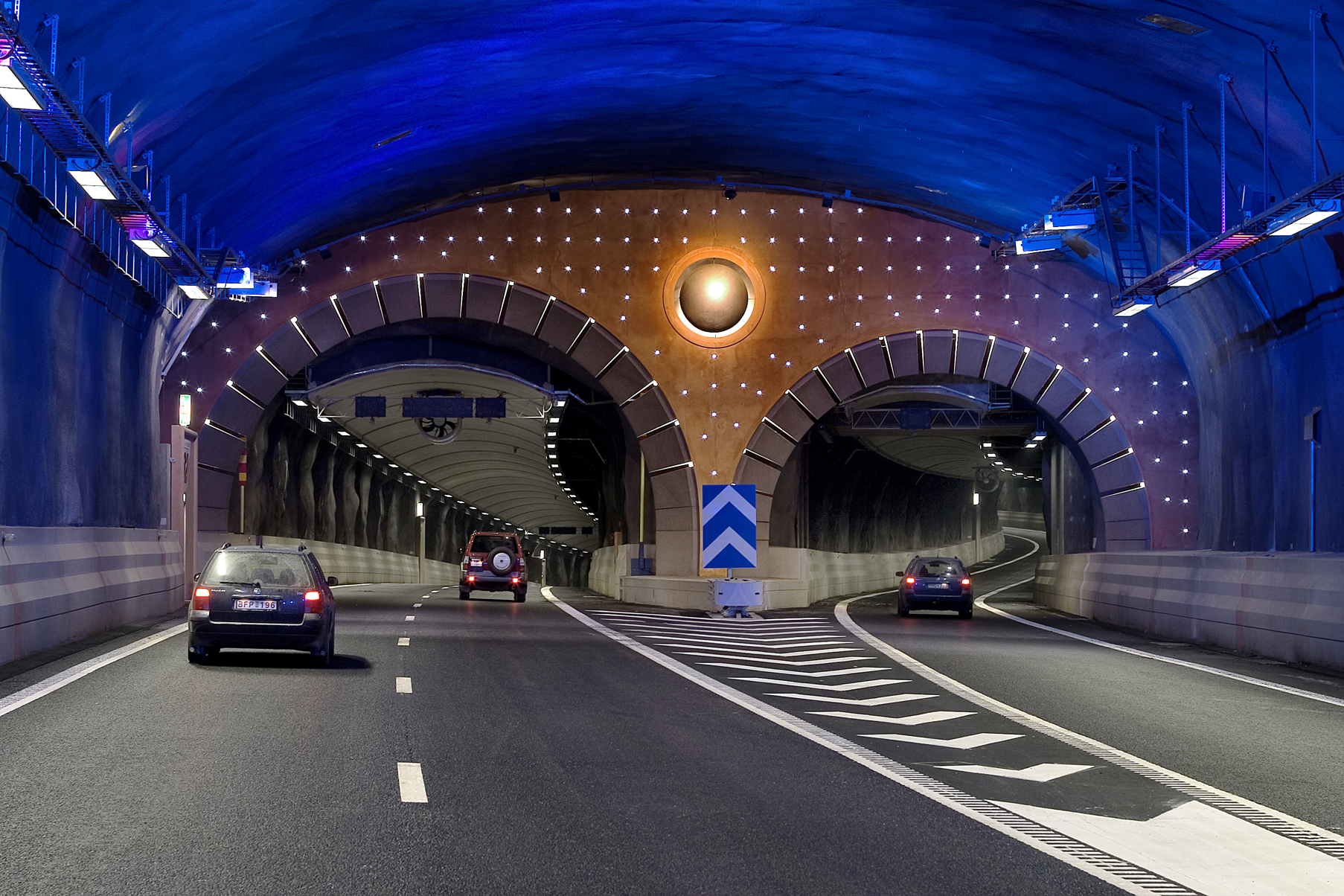
Södra Länken-Tunnel
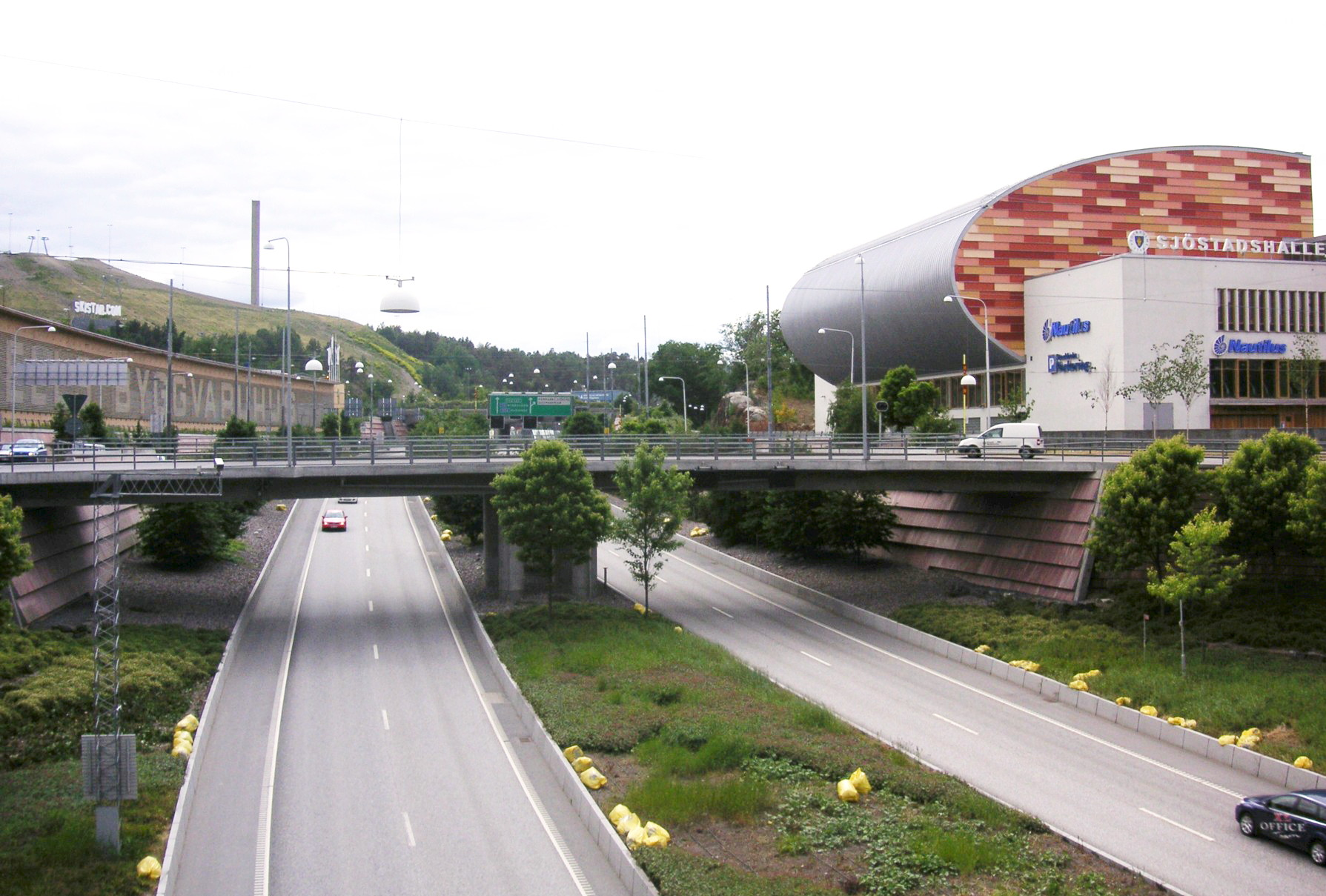
Södra Länken